# Tricoryne
Tricoryne is een geslacht uit de familie Hemerocallidoideae. De soorten komen voor in Australië en Nieuw-Guinea.

## Soorten
- Tricoryne anceps
- Tricoryne corynothecoides
- Tricoryne elatior
- Tricoryne humilis
- Tricoryne muricata
- Tricoryne platyptera
- Tricoryne simplex
- Tricoryne tenella

Agrostocrinum · 
Arnocrinum · 
Caesia · 
Corynotheca · 
Dianella · 
Excremis · 
Geitonoplesium · 
Hemerocallis (Daglelies) · 
Hensmania · 
Herpolirion · 
Hodgsoniola · 
Johnsonia · 
Pasithea · 
Phormium · 
Simethis · 
Stawellia · 
Stypandra · 
Thelionema · 
Tricoryne